# Walter Bentley Woodbury
Pour les articles homonymes, voir Woodbury.

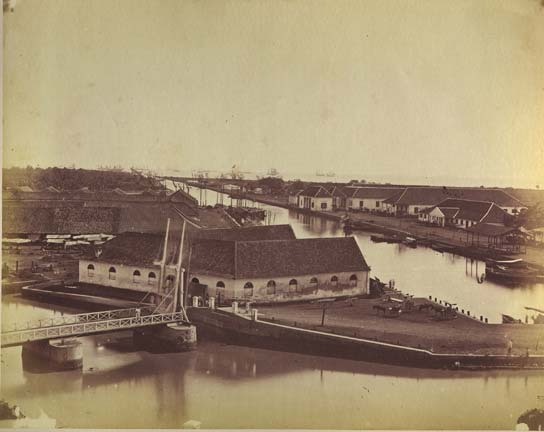
Le canal du port de Batavia, vers 1870. Impression à l'albumine.

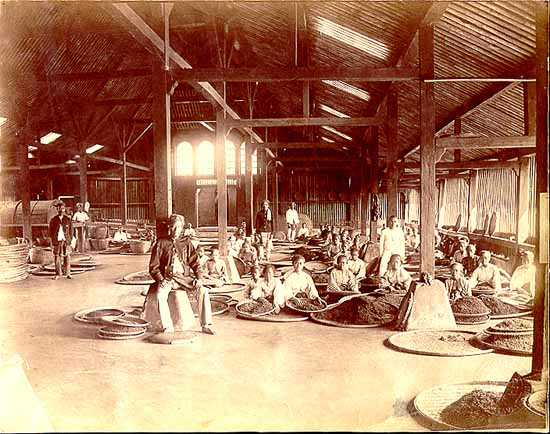
Intérieur d'une fabrique de thé à Java, milieu des années 1860. Impression à l'albumine.

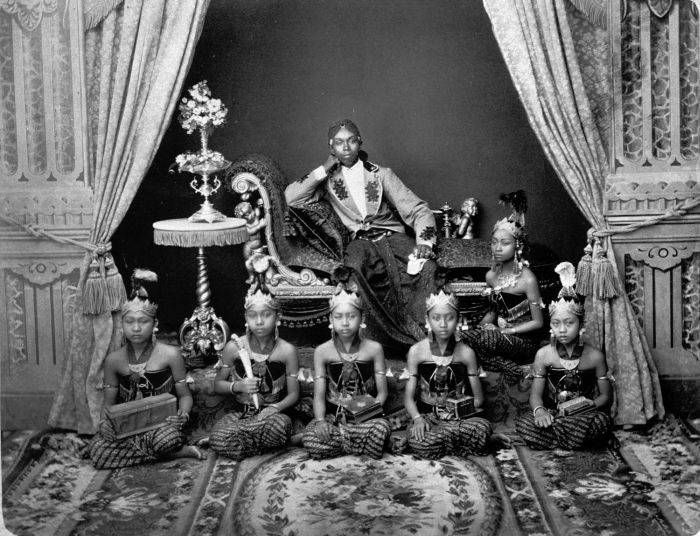
Un des fils de Mangkoe Negoro van Solo avec des danseuses.

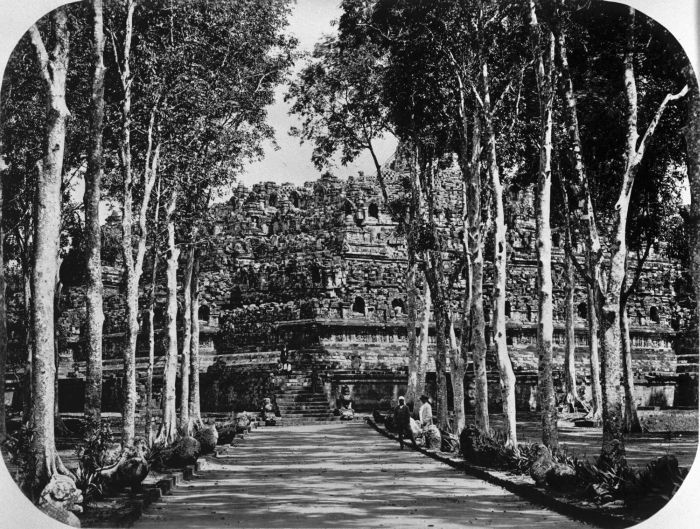
Le temple de Borobudur.

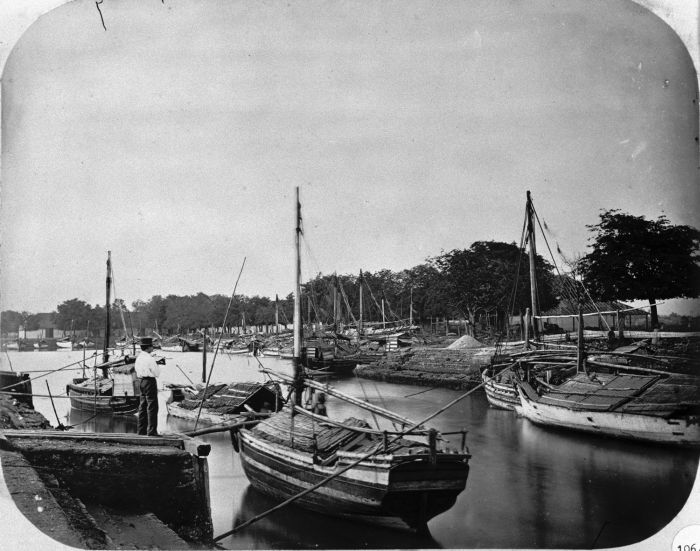
Bateaux dans le port de Probolingo.

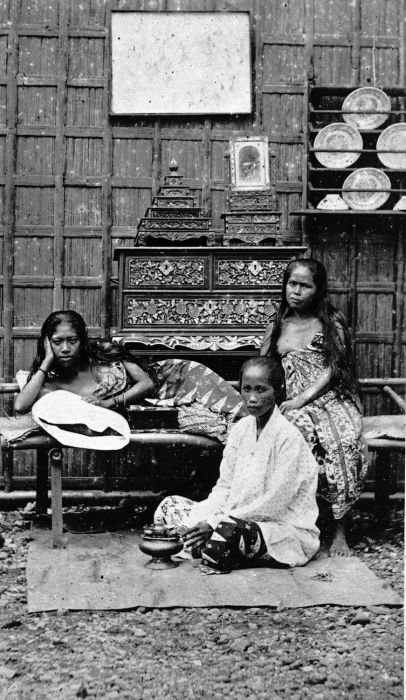
Trois jeunes femmes javanaises.

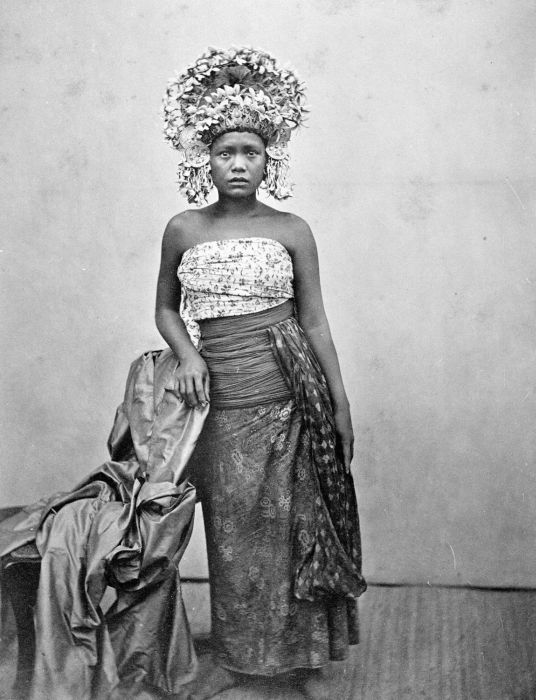
Une danseuse de Bali.

Walter Bentley Woodbury (26 juin 1834 - 5 septembre 1885) est un photographe et inventeur britannique, pionnier dans son domaine. Il fut l'un des premiers photographes en Australie et aux Indes orientales néerlandaises (actuelle Indonésie). À l'origine de nombreuses inventions brevetées en photographie, son innovation la plus connue est la photoglyptie (ou Woodburytype), un procédé opto-mécanique de reproduction d'images photographiques.

## Enfance
Woodbury est né à Manchester en Angleterre le 26 juin 1834. Étudiant en génie civil, il construisit ses propres chambres noires avec des boîtes de cigares et des verres de lunettes.

## Photographe en Australie, en Extrême-Orient, àJavaet à Londres
En 1851, Woodbury, qui était déjà un photographe professionnel, arriva en Australie et trouva très vite du travail au département de génie civil des aqueducs de Melbourne. Il photographia la construction de ces derniers ainsi que celle d'autres bâtiments de la ville. Il reçut une médaille pour ses clichés en 1854.
À un certain moment dans le milieu des années 1850, Woodbury rencontra le photographe britannique expatrié James Page. En 1857, ils se rendirent tous les deux à Batavia (actuelle Jakarta) où ils arrivèrent le 18 mai 1857 et s'associèrent pour former le studio Woodbury & Page la même année.
Pendant la majeure partie de l'année 1858, Woodbury & Page produisit des photographies dans l'Est et le centre de Java, dont d'importants clichés des temples en ruine près de Surakarta avant le 1er septembre de cette année. Après leur tournée à Java, Woodbury et Page retournèrent à Batavia le 8 décembre 1858.
En 1859, Woodbury rentra en Angleterre pour trouver un fournisseur fiable de matériel photographique pour son studio et il contacta la firme Negretti & Zambra.
Woodbury retourna à Batavia en 1860, et durant la majeure partie de l'année, il voyagea dans le centre et l'Ouest de Java avec Page et son frère, Henry James Woodbury (1836 – 1873), qui avait débarqué à Batavia en avril 1859. Le 18 mars 1861, Woodbury & Page emménagea dans de nouveaux locaux, toujours à Batavia, et le studio fut renommé Photographisch Atelier van Walter Woodbury, connu aussi sous le nom de Atelier Woodbury. Le studio vendait des portraits, des clichés de Java, des stéréogrammes, des appareils photo, des lentilles, des produits chimiques pour les photos et d'autres produits autour de la photographie. Les nouveaux locaux seront utilisés jusqu'en 1908, lorsque le studio sera fermé. 
Dans sa carrière, Woodbury a réalisé beaucoup de portraits, mais aussi des photos ethnographiques et topographiques. Il fit des clichés en Australie, à Java, à Sumatra, à Bornéo et à Londres. Bien que le nom des photographes de la firme Woodbury & Page étaient rarement marqués sur leurs photographies, entre 1861 et 1862, Walter Woodbury marquait son nom sur ses clichés : "Photographed by Walter Woodbury, Java".

## Retour en Angleterre et invention d'un procédé photographique
Début 1863, Woodbury rentra en Angleterre à cause de problèmes de santé.
De retour dans son pays natal, Woodbury inventa la photoglyptie (ou Woodburytype), un procédé opto-mécanique de reproduction d'images photographiques qu'il fit breveter en 1864. Entre 1864 et 1885, Woodbury breveta plus de 30 inventions en Grande-Bretagne et à l'étranger, comme le ballon photographique, le film inversible et des améliorations des lanternes optiques et en stéréoscopie. En plus de ces inventions, Woodbury fit beaucoup de clichés des quartiers pauvres de Londres.
En 1865, les droits de son procédé photographique (la photoglyptie) furent achetés par la Photo Relief Company, puis par la Woodbury Permanent Photographic Printing Company et encore achetés par une succession de compagnies en Grande-Bretagne et ailleurs.
Woodbury meurt le 5 septembre 1885 pendant des vacances à Margate dans le Sud de l'Angleterre. Il est enterré au cimetière d'Abney Park à Stoke Newington près de Londres où le caveau familial se trouve aujourd'hui.

## Galerie

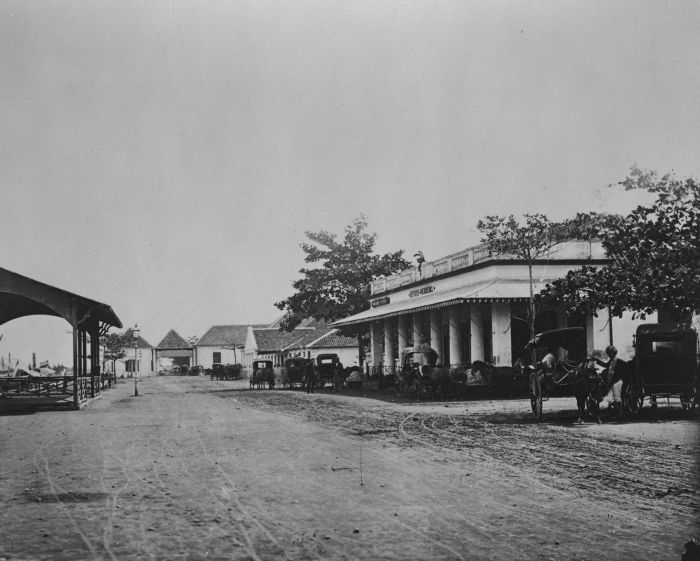
Le "Stadsherberg" et le "Boom" dans le port de Batavia.
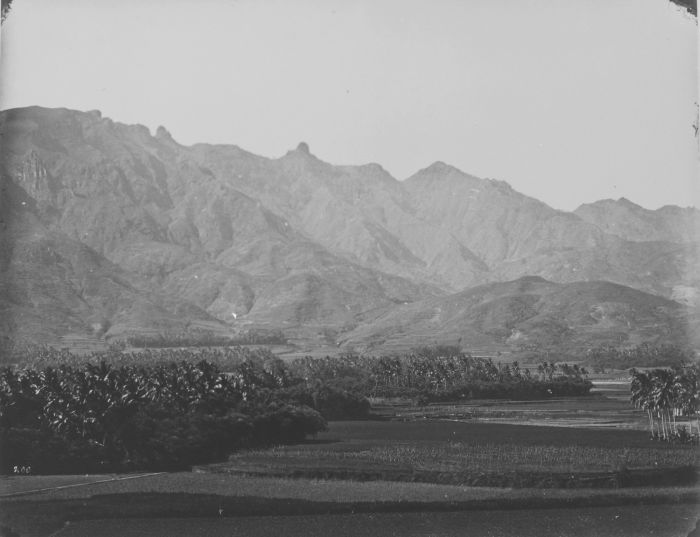
Paysage de montagne près du temple de Borobudur.
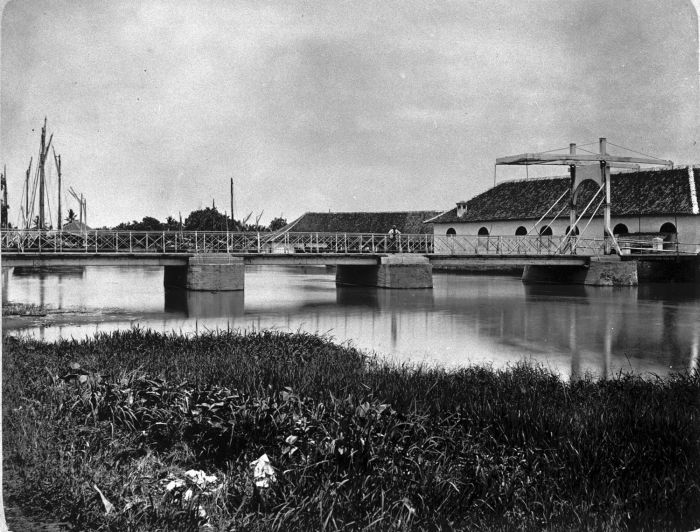
Marché au poisson de Pasar Ikan à Batavia.
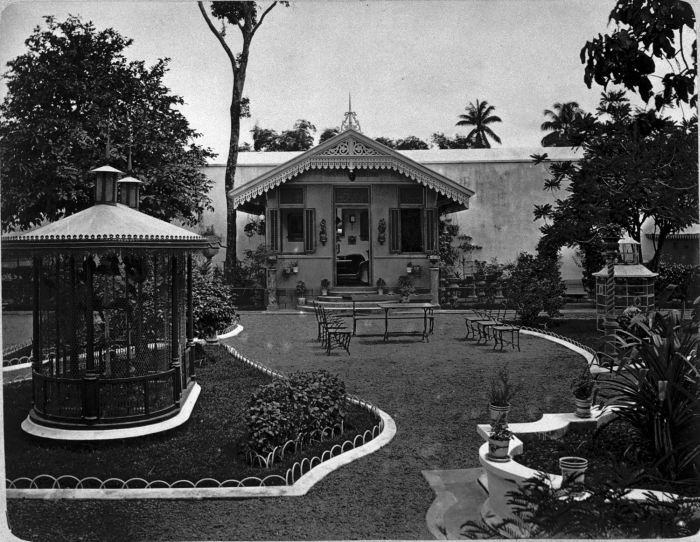
Jardin du palais de Mankoe Negoro V te Solo.
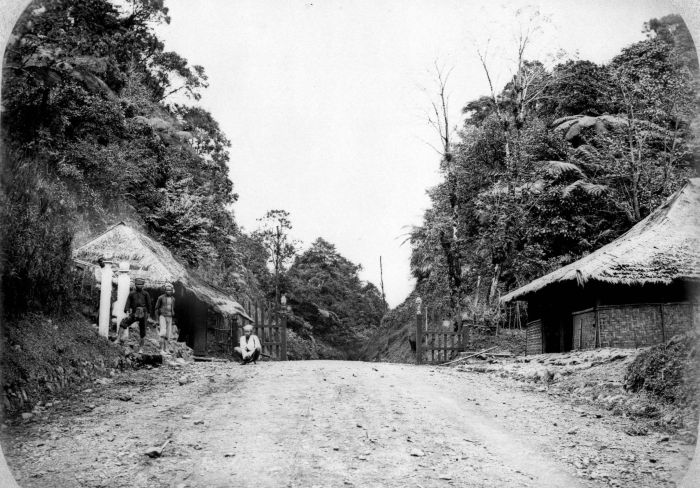
Route de montagne près du Gunung Megamendung et de la passe de Puncak.
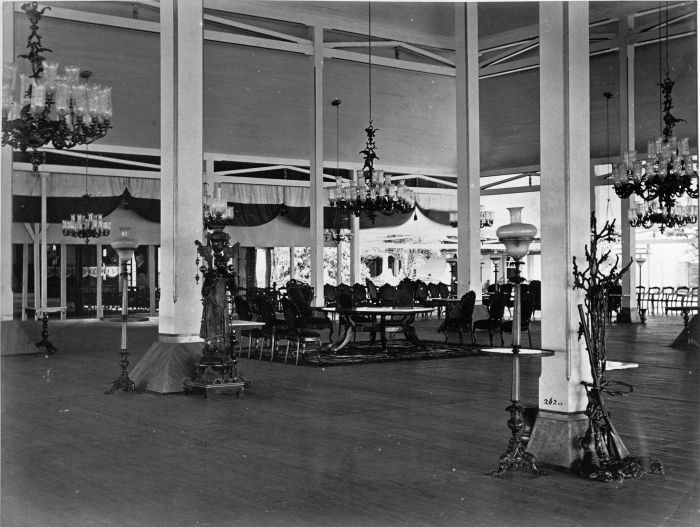
Salle d'audience (pendopo) du palais du prince Mangkoe Negoro.
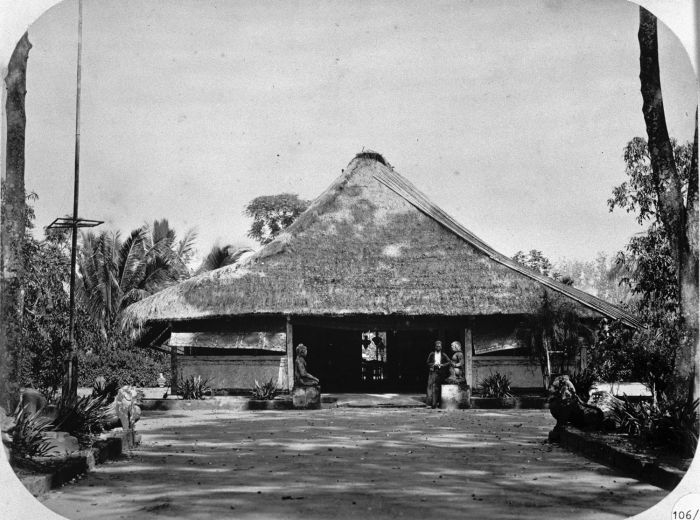
Pasanggrahan (pension) près de Borobudur.
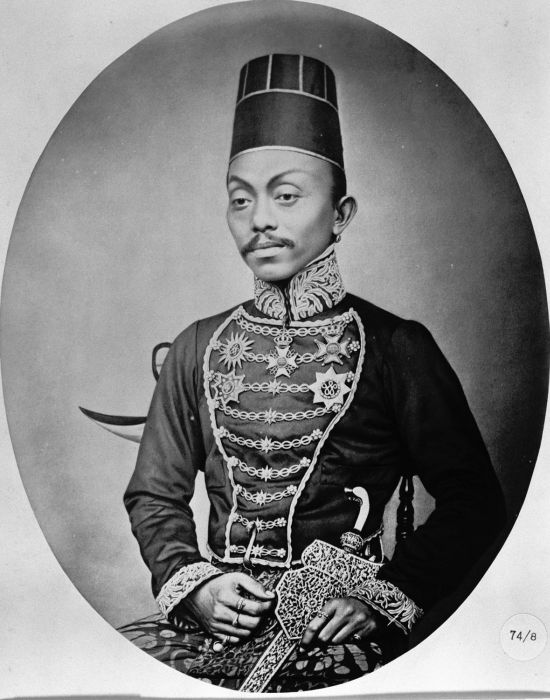
Portrait de Soesoehoenan 'Pakoe Boewono IX.
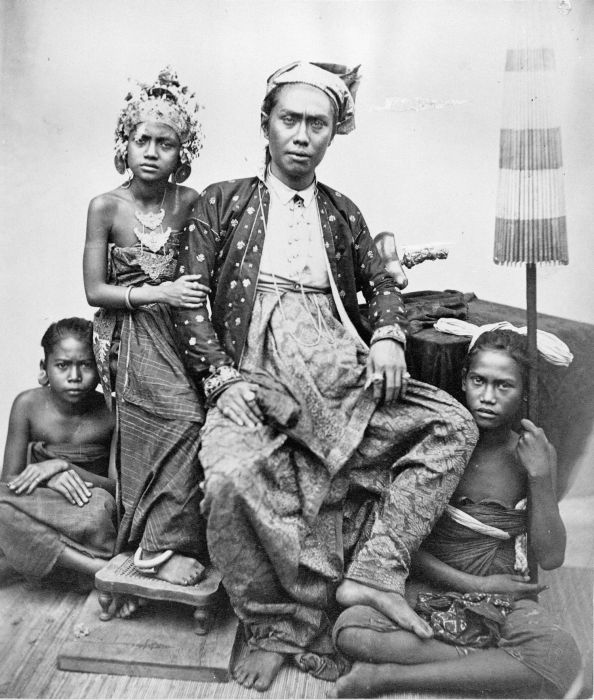
Goesti Ngoera K'toet Djilantik, prince de Boleleng, Bali, avec sa fille.
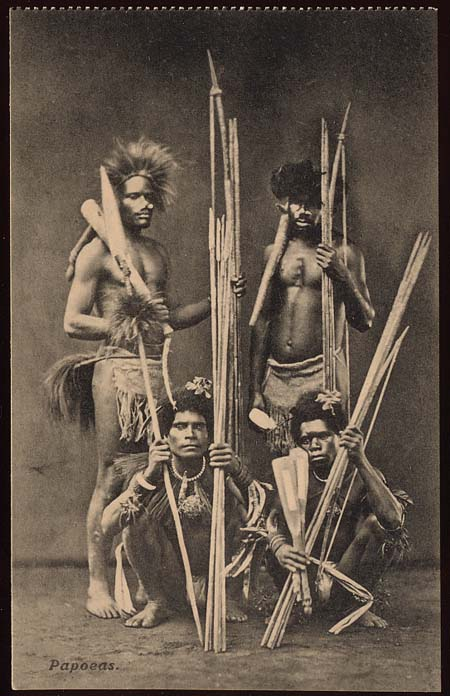
Guerriers de la baie de Geelvinck, Nouvelle-Guinée.